# Pallenopsis latefrontalis
Pallenopsis latefrontalis är en havsspindelart som beskrevs av Pushkin, A.F. 1993. Pallenopsis latefrontalis ingår i släktet Pallenopsis och familjen Phoxichilidiidae. Inga underarter finns listade i Catalogue of Life.